# Fredrick Monroe Taylor
Fredrick Monroe Taylor (* 25. Februar 1901 in Nampa, Idaho; † 16. Februar 1988) war ein US-amerikanischer Jurist und Politiker.

## Leben
Taylor erhielt 1926 an der Law School der University of Idaho, dem University of Idaho College of Law, einen Bachelor of Laws (LL.B.). Anschließend praktizierte er von 1927 bis 1938 als Rechtsanwalt in Valley County, Idaho und war von 1927 bis 1933, sowie erneut von 1935 bis 1938 als Staatsanwalt von Valley County tätig. Von 1938 bis 1954 praktizierte er in Boise, Idaho als Rechtsanwalt. Daneben gehörte er von 1943 bis 1951 dem Senat von Idaho an und war von 1944 bis 1946 Anwalt (City attorney) der Stadt Boise.
Am 9. Juli 1954 wurde er von Präsident Dwight D. Eisenhower zum Richter am United States District Court für den Distrikt von Idaho nominiert, um einen für diesen Distrikt neu geschaffenen Richterposten zu besetzen. Am 20. Juli 1954 wurde er vom Senat der Vereinigten Staaten bestätigt. Seine Vereidigung erfolgte am selben Tag. Von 1964 bis 1971 war er der Oberste Richter (chief judge) dieses Distriktes. Am 15. Dezember 1971 erreichte Taylor den Senior Status und ging damit in den Semi-Ruhestand. Sein vakanter Sitz wurde mit J. Blaine Anderson neu besetzt.
Von 1969 bis 1972 war Taylor Mitglied in der Judicial Conference of the United States.